# どっきりQ
『どっきりQ』（どっきりキュー）は、関西テレビほかで放送されていた関西テレビ製作のクイズ番組である。製作局の関西テレビでは1985年7月7日から1989年6月25日まで、毎週日曜 11:25 - 11:55 （日本標準時）に放送。

## 出演者
- 司会者：村野武範
- アシスタント：飯干恵子（後の飯星景子）
- 解答者：4 - 5人程度の芸能人ゲスト

## 進行方式
街を行く一般人にいたずらを仕掛け、彼らの反応を予想するクイズに出場者たちが答えていた。
トップ賞に輝いた解答者は、「どっきり爆弾」と「どっきりキッス」というチャレンジゲームに挑戦できた。前者は4 - 5色あるカラースイッチの中からいずれか1つを選んで押し、その際に爆弾が爆発しなければ大量の紙吹雪が舞って賞品を貰えるというものだった。「どっきり爆弾に点火して‥‥しまいました‼︎」というのが、お約束のセリフであった。

## ネット局
| 放送対象地域 | 放送局                | 系列           | 放送時間           | 放送期間                     | 備考 |
| ------------ | --------------------- | -------------- | ------------------ | ---------------------------- | --- |
| 近畿広域圏   | 関西テレビ （製作局） | フジテレビ系列 | 日曜 11:25 - 11:55 | 1985年7月7日 - 1989年6月25日 | 本番組の放送期間中、フジテレビ製作の『笑っていいとも!増刊号』 （日曜 10:00 - 11:50）を11:25で飛び降りていた。 その後、本番組の終了後は『増刊号』のフルネットに戻った。 |
| 関東広域圏   | フジテレビ            | フジテレビ系列 | 日曜 9:30 - 10:00  |                              | 『テレビくん、どうも!』開始により打ち切り |
| 三重県       | 三重テレビ放送        | 独立UHF局      | 水曜 22:00 - 22:30 |                              | |
| 山口県       | 山口放送              | 日本テレビ系列 | 日曜 12:00 - 12:30 | 1988年4月 - 同年9月          | 当時は日本テレビ系列とテレビ朝日系列のクロスネット局。 ネットを開始するまでは『象印クイズ ヒントでピント』 （テレビ朝日製作、日曜19:30枠）を遅れネットで放送していた。 |

- 年末年始特番や毎年7月の『FNSの日』[2]放送時は休止。また昭和天皇入院後の1988年9月25日[3]や、同天皇崩御→平成改元後の1989年1月8日放送分も臨時休止となっている。
- このほかに、一時期においては、群馬テレビ・千葉テレビ・テレビ神奈川などの関東の独立UHF放送局もネットしていたことがある。